# Коутс (Минесота)
Коутс (енгл. Coates) град је у америчкој савезној држави Минесота.

## Демографија
По попису из 2010. године број становника је 161, што је 2 (-1,2%) становника мање него 2000. године.
| Група             | 2000.       | 2010.       |
| Белци             | 154 (94,5%) | 151 (93,8%) |
| Афроамериканци    | 0 (0,0%)    | 0 (0,0%)    |
| Азијати           | 7 (4,3%)    | 4 (2,5%)    |
| Хиспаноамериканци | 0 (0,0%)    | 4 (2,5%)    |
| Укупно            | 163         | 161         |